# La Frontière (opéra)
Pour les articles homonymes, voir La Frontière.
La Frontière est un opéra de chambre du compositeur français Philippe Manoury sur un livret de Daniela Langer, créé en 2003 à Orléans. L'action se situe à la frontière entre deux pays en guerre, dans laquelle une femme cherche à retrouver un homme à qui elle doit remettre une lettre.

## Historique
La Frontière est une commande de la scène nationale d'Orléans au compositeur Philippe Manoury, pour son troisième opéra. L'ouvrage est composé dans le cadre d’une résidence de trois ans au Carré Saint-Vincent à Orléans, le livret est confié à Daniel Langer, qui s'inspire librement du livre Lumière d'août (1932) de William Faulkner. La création est une coproduction entre le théâtre d'Orléans, le festival Musica, le festival d'Île-de-France, le théâtre des Bouffes-du-Nord, comédie de Clermont-Ferrand, l'Arsenal de Metz et l'Ircam.
La Frontière est créé le 1er octobre 2003 au théâtre d'Orléans, sous la direction du compositeur avec l'ensemble Ictus et Alain Planès au piano, dans une mise en scène de l'acteur japonais Yoshi Oida. Le pianiste doit diriger la musique depuis son instrument à la manière d'une basse continue baroque, qui, par un dispositif électronique, doit déclencher des effets de spatialisation sonore, mais, pour la création, le manque de temps a contraint le compositeur à diriger son ouvrage.
L'opéra est ensuite repris durant le mois à Strasbourg puis à Paris, ensuite à Rome au teatro Palladium, à Clermont-Ferrand, au théâtre des Arts de Rouen et enfin en mars 2004 à Metz et à l'opéra de Lausanne.

## Description
La Frontière est un opéra de chambreen français en quatre tableaux avec prologue et épilogue, d'une durée d'une heure et quarante cinq minutes environ, prévu pour six chanteurs solistes, neuf instrumentistes et électronique en direct,. Plusieurs passages introduisent des éléments concrets, tels que des marteaux, modulés de manière électroacoustique.
L'histoire fait se situer à la frontière entre deux pays en guerre, dans laquelle une femme cherche à retrouver un homme à qui elle doit remettre une lettre. Le prologue est une mélodie que se remémore le personnage de la femme qui introduit l'histoire du livret, faisant ainsi fonctionne le récit de manière cyclique, complété par l'épilogue.

### Rôles
Les rôles de La Frontière sont distribués comme suit :
| Rôle           | Tessiture   | Créateur          |
| -------------- | ----------- | ----------------- |
|                | contreténor | Dominique Visse   |
| La Jeune femme | soprano     | Virginie Pochon   |
| L'Homme        | basse       | Vincent Le Texier |
|                | contralto   | Doris Lamprecht   |
|                | baryton     | Romain Bischoff   |
|                | baryon      | Nigel Smith       |

### Instrumentation
L'instrumentation de La Frontière comprend l'effectif détaillé suivant :
- Bois : flûte, clarinette ;
- autre : percussionniste, piano, dispositif MIDI ;
- cordes : violon, violon II, alto, violoncelle, contrebasse.

## Réception et analyse critiques
Le livret est jugé assez faible, ne réussissant pas à faire s'identifier le spectateur aux personnages, anonymes dans le texte,, révélant parfois certains clichés de narration. Le chant met l'accent sur la prosodie du récitatif dont est composé l'ensemble de la partition. La partition est en revanche bien accueillie et saluée.

## Entretiens
- Franck Mallet, « Philippe Manoury, frontières mobiles », entretien [PDF], sur Art press, 1er mars 2003 (consulté le 9 février 2023).
- « Philippe Manoury, compositeur : "dans La Frontière, j'ai voulu que tout soit accessible à l'œil" », entretien , sur Le Monde, 4 octobre 2003 (consulté le 9 février 2023).
- Françoise Malettra, « La Frontière de Philippe Manoury », entretien, sur Altamusica, 30 septembre 2003 (consulté le 9 février 2023)